# Grzegorz Ławrowski
Grzegorz Ławrowski, niem. Gregor Ławrowski – c. k. urzędnik.
Był urzędnikiem cyrkułu sanockiego, od około 1855 sprawował stanowisko adjunkta w urzędzie okręgowym w Sanoku (Bezirk) w ramach cyrkułu tj. obwodu sanockiego (Kreis). Od około 1864 jako adjunkt okręgowy zasiadał jako ławnik (Stimmführer) w sądzie wyrokującym w Sanoku (K. k. Gefällen-Bezirks-Gericht in Sanok). Od około 1865 był adjunktem w urzędzie okręgowym w Lutowiskach w ramach cyrkułu sanockiego.
Około 1862 otrzymał tytuł honorowego obywatelstwa Sanoka.